# Sulfinamid
Sulfinamid je funkcionalna grupa koja sadrži sumpor-kiseonik dvostruku vezu i sumpor-azot jednostruku vezu.  Sulfinamidi su amidi sulfinske kiseline.
Hiralni sulfinamidi, kao što su tert-butansulfinamid, p-toluensulfinamid i 2,4,6-trimetilbenzensulfinamid su relevantni za asimetričnu sintezu.